# Тайская Википедия
Та́йская Википе́дия (тайск. วิกิพีเดียภาษาไทย) — раздел Википедии на тайском языке. Открыта 25 декабря 2003 года.

## История

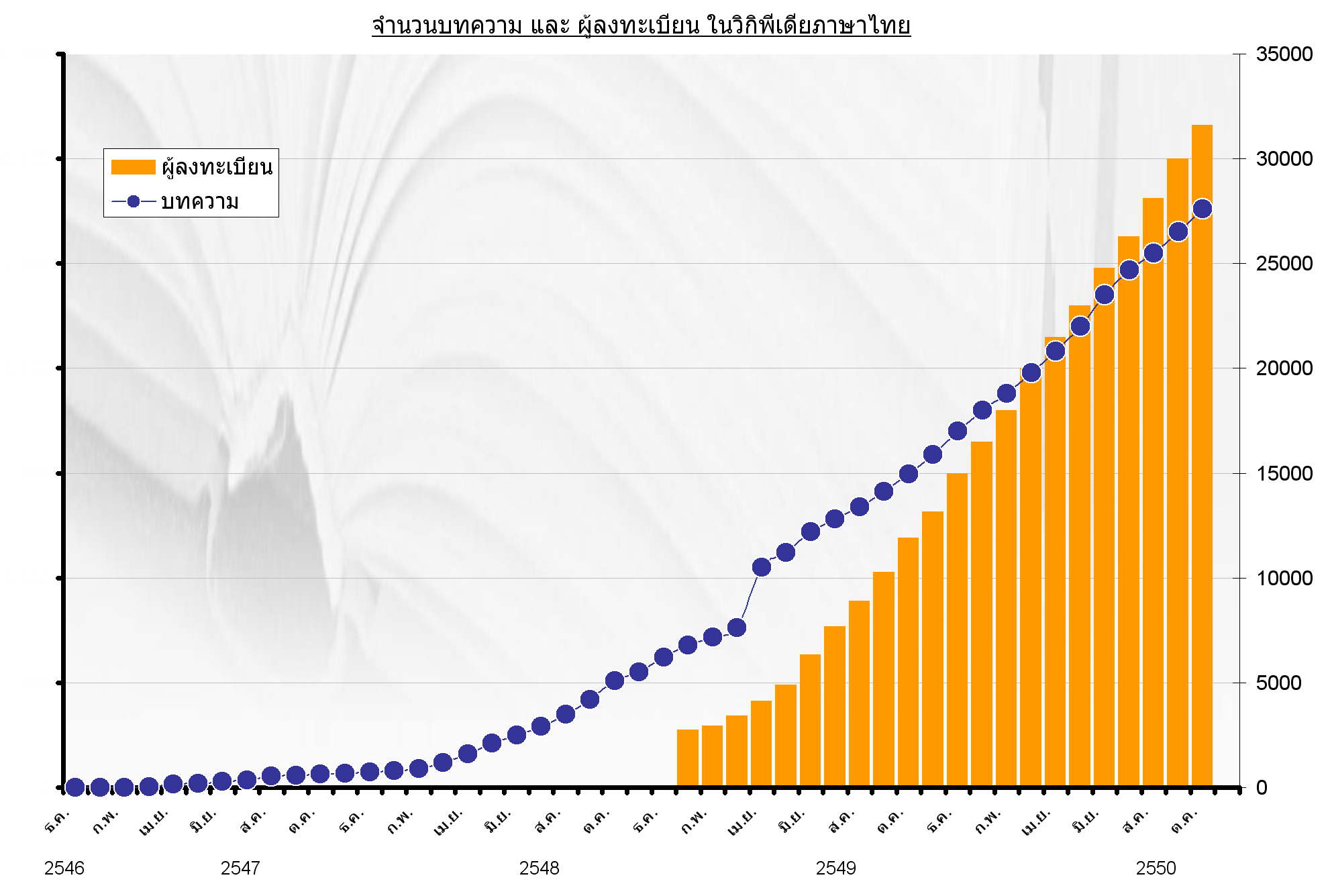
Темпы роста Тайской Википедии

Первой статьёй этой Википедии была статья про астрономию (тайск. ดาราศาสตร์). Сейчас эта статья является избранной, но изначально она состояла из одного заголовка и 32 интервики-ссылок.
Тайская Википедия упоминалась в прессе во время политического кризиса в Таиланде 2005—2006 гг.
Барьер в 40000 статей Тайская Википедия преодолела в октябре 2008 года статьёй о манге Bamboo Blade (ฤทธิ์ดาบไม้ไผ่).
К февралю 2009 года содержала более 42 тысяч статей, а к октябрю — 50 тысяч. В декабре 2010 года количество статей приблизилось к 65 тысячам.
30 января 2016 года количество статей в Тайской Википедии достигло 100 тысяч.

## Современное состояние
По состоянию на 20:52 (UTC) 15 июля 2025 года раздел содержит 175 122 статьи, занимая по этому параметру 60-е место среди всех языковых разделов.
В разделе зарегистрировано 504 133 участника, 19 из них имеют статус администратора; 1231 участник совершил какие-либо действия за последние 30 дней; общее число правок за время существования раздела составляет 12 403 765.
Данный раздел использует принцип добросовестного использования (fair use). В настоящее время общее количество загруженных в раздел файлов составляет 5841.
Тексты тайской Википедии оформляются с абзацным отступом («красной строкой»).